# Monts Crary
Les monts Crary sont un groupe de volcans recouverts de glace dans la terre Marie Byrd, en Antarctique. Ils se composent de deux ou trois volcans boucliers — le mont Rees, le mont Steere et le mont Frakes — qui sont apparus au cours du Miocène et du Pliocène et dont les dernières éruptions datent d'environ 30 000 à 40 000 ans. Les deux premiers volcans sont tous les deux fortement incisés par des cirques, tandis que le mont Frakes, mieux conservé, présente une caldeira de 4 kilomètres de large à son sommet. La crête de Boyd, située au sud-est du mont Frakes, appartient aussi à la chaîne de montagnes ; il pourrait s'agir de la partie émergente d'une plate-forme sous-jacente aux monts Crary.
Les volcans sont principalement formés de basalte, de trachyte et de phonolite sous forme de coulées de lave, de scories et de formations hydrovolcaniques. L'activité volcanique ici est liée au système de rift antarctique occidental, responsable de l'apparition d'un certain nombre de volcans dans la région. La chaîne a été marquée par la glaciation et les interactions glacio-volcaniques.

## Géographie et géomorphologie
La chaîne de montagnes se situe dans l'est de terre Marie Byrd, en Antarctique, à environ 250 kilomètres  de la côte de Bakutis,. Elle a été explorée pour la première fois en 1959–1960 et plusieurs affleurements accessibles ont permis de faire de l'échantillonnage. Son nom fait référence à Albert P. Crary, qui était alors scientifique en chef adjoint du programme antarctique américain IGY.
Les monts Crary sont une chaîne de trois volcans boucliers, de 50 kilomètres de long  qui s'étend dans la direction nord-ouest-sud-est,. Le volume des volcans dépasse les 400 km3 et les édifices sont constitués de laves, de dépôts hydrovolcaniques comme l'hyaloclastite, de fragments de laves en coussin et de tufs, et de scories. Contrairement à de nombreuses autres montagnes de la terre Marie Byrd, qui, en raison d'un manque d'érosion, n'affichent que leurs parties les plus hautes et les plus jeunes, dans les monts Crary, la structure interne des volcans est bien exposée en raison de l'érosion glaciaire. Les monts Crary, plus élevés du côté sud-ouest, forment une ligne de partage des eaux pour l'inlandsis Ouest-Antarctique qu'ils endiguent. Des raies de débris ont été observées sur la glace près du pied de la chaîne.
Le volcan le plus au nord-est, le mont Rees, culmine à 2 709 m au pic Tasch. Des roches volcaniques affleurent à Trabucco Cliff sur son flanc nord-est. Il n'y a pas de caldeira. L'érosion glaciaire a creusé des cirques profonds dans le flanc oriental du mont Rees, et les affleurements volcaniques indiquent que les roches volcaniques alternent entre des formations sous-glaciaires et des formations subaériennes. Les affleurements sont constitués de brèches et de laves, qui dans un cas sont traversées par un dyke.

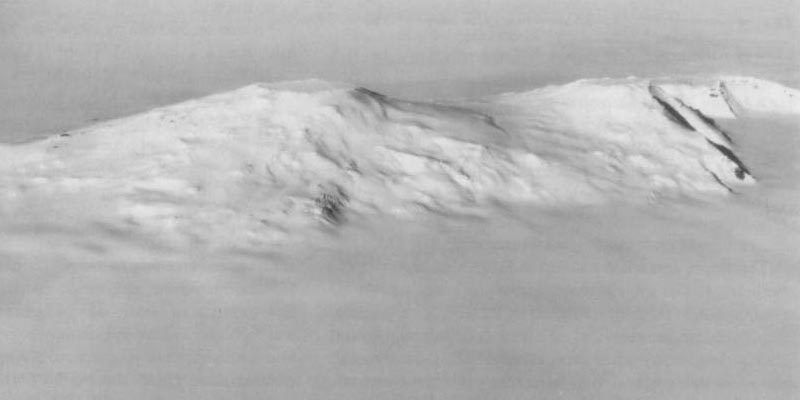
Le mont Frakes et le mont Steere.

Au milieu de la chaîne se trouve le mont Steere avec une altitude de 3 558 m et une caldeira sommitale rectangulaire. Lie Cliff est un affleurement volcanique sur le flanc nord-est. La montagne est fortement érodée, porte la preuve d'anciennes glaciations sous forme de moraines et les cirques ont été creusés par érosion dans ses flancs nord et nord-est. Les roches volcaniques d'origines sous-glaciaire et sous-aériennes s'alternent, comme pour le mont Rees. Les affleurements présentent des brèches et de la lave avec de nombreuses digues intrusives.
Au sud du mont Steere, se dresse le mont Frakes, à 3 654 m d'altitude, le plus haut sommet de la chaîne et le moins érodé. Il possède une large caldeira sommitale circulaire de 4 kilomètres de diamètre et contrairement au mont Rees et au mont Steere, on y trouve aucune trace d'Éruption sous-glaciaire, probablement en raison du manque d'érosion qui aurait pu les exposer. Les roches volcaniques affleurent à la fois sur les flancs sud et ouest, respectivement à Morrison Rocks et English Rock. Ces affleurements sont des cônes de scories qui se sont formés sur les pentes du volcan. Les rochers volcaniques et non volcaniques sur les pentes du mont Frakes peuvent être des xénolithes ou des blocs erratiques glaciaires.
La crête de Boyd est plus petite que les trois autres volcans et située au sud-est du mont Frakes, atteint une altitude de 2 375 mètres. Runyon Rock affleure à l'est et demeure la seule zone de cette montagne non couverte de glace. Des cendres et une falaise d'hyaloclastite s'y trouvent.
Les volcans s'élèvent d'une plate-forme formée par des coulées de lave et des roches pyroclastiques. Cette plate-forme se situe à environ 2 700 à 2 800 m de haut et la crête de Boyd semble en être une extension vers le sud-est. Il semble que la plate-forme — qui n'affleure que sur le versant oriental des monts Crary — ait été inclinée vers l'ouest par des failles. L'imagerie sismique et le sondage magnétique ont révélé la base des monts Crary dans la calotte glaciaire de l'Antarctique occidental, constatant que le terrain sous-jacent est escarpé et flanqué de creux étroits. Les montagnes sont associées à une forte anomalie magnétique qui peut refléter des roches sous-glaciaires contenant de la magnétite.

## Géologie
Le volcanisme cénozoïque de la terre Marie Byrd accompagne le rift antarctique occidental et découle de l'activité d'un panache du manteau. Celui-ci est soit sous-jacent à la terre Marie Byrd et ses volcans, soit a émergé à la surface avant que l'Antarctique ne se sépare de la Nouvelle-Zélande au cours du Crétacé moyen et du volcanisme induit à travers les régions frontalières continentales du Pacifique Sud-Ouest. Dans cette dernière théorie, le volcanisme de la terre Marie Byrd est causé par une tête de panache restante sous le continent. Le socle affleure le long de la côte et est constitué de granitoïdes et de sédiments métamorphiques laissés par un arc volcanique dévonien-crétacé.
Ce volcanisme se manifeste par 18 grands volcans et de nombreux autres petits, qui se trouvent en groupes, en rangées ou en systèmes diffus sur la terre Marie Byrd. Les plus grands centres ont produit de la phonolite, de la rhyolite, du trachyte et des roches de compositions intermédiaires, et atteignent des altitudes de plus de 3 000 m. Les centres les plus petits se trouvent au pied des plus grands, comme des cônes adventifs (ou évents parasites) sur leurs pentes ou le long de la côte. Ces évents ont produit du basalte alcalin, de la basanite et de l'hawaiite.

### Composition
Le basalte est présent sur les quatre volcans. La distribution des autres minéraux est variable.
|           | mont Rees | mont Steere | mont Frakes |
| --------- | --------- | ----------- | ----------- |
| phonolite |           |             |             |
| rhyolite  |           |             |             |
| trachyte  |           |             |             |

Les phénocristaux comprennent le clinopyroxène, la magnétite, l'olivine et le plagioclase. Le magma déversé dans les monts Crary est né dans le manteau et a subi une cristallisation fractionnée après sa formation.

### Histoire géologique
Les monts Crary étaient actifs, entre 9,3 et 0,04 millions d'années (40 000 ans) avant le présent, pendant le Miocène et le Pliocène. Les dates les plus récentes ont été obtenues par datation argon-argon sur le mont Frakes et révèlent une éruption il y a 35 000 ± 10 000 à 32 000 ± 10 000 ans. Ces mesures concernent le site d'English Rock, où les époques de 826 000 ± 79 000 à 851 000 ± 36 000 ans et de 1,62 ± 0,02 millions d'années ont aussi été relevées. Les gisements de tephra dans les carottes de glace récupérées à la station Byrd peuvent provenir des volcans de la terre Marie Byrd tels que ceux des monts Crary.
L'âge maximum de chaque volcan diminue vers le sud-est, passant de 9,34 ± 0,24 millions d'années au mont Rees à 2,67 ± 0,39 millions d'années à la crête de Boyd. Un schéma de migration du volcanisme le long de la chaîne a été observé avec d'autres chaînes de montagnes telles que la chaîne du Comité Exécutif, où il opère à un rythme de 7 mm/an comme aux monts Crary. Il est dirigé à l'opposé du centre de la province volcanique de terre Marie Byrd et peut refléter la propagation d'une fracture dans la croûte terrestre.
L'Antarctique occidental a été soumis à la glaciation depuis l'Oligocène, où une calotte glaciaire ou un dépôt de neige peut-être local existait au mont Petras. Les volcans qui entrent en éruption à travers la glace laissent des structures géologiques spécifiques qui peuvent être utilisées pour reconstituer le moment et l'étendue des glaciations passées. L'étude géologique des monts Crary implique qu'un revêtement glaciaire de l'Antarctique Ouest substantiel a existé pendant le Miocène et que les fluctuations de sa taille peuvent avoir stressé la croûte et ont modulé l'activité de volcans dans sa région. Avant la formation de la chaîne, les monts Crary auraient pu être des îles. La glace y est apparue soit sous la forme de glace de pente lorsque les volcans sont sortis, soit sous la forme d'une épaisse calotte glaciaire continentale. Les glaciers étaient à base froide et ne produisaient donc pas de tillites ou de surfaces glaciaires, et étaient probablement minces. L'érosion glaciaire a eu lieu principalement entre 8,55 et 4,17 millions d'années ; elle a formé les cirques du mont Rees et du mont Steere et a transporté des blocs erratiques glaciaires dans les montagnes.